# Yengisar
Yengisar  (en uigur: يېڭىسار, romanizado: Yéngisar; literalmente, 'ciudad nueva' ; en chino, 英吉沙; pinyin, Yīng-jíshā) es un condado bajo la administración directa de la Prefectura Kasgar en la Región autónoma de Sinkiang, República Popular China. Su área es de 3424 km² y su población total para 2010 superó los 260 mil habitantes.

## Administración
Desde octubre de 2022, el condado Yengisar  se divide en 14 pueblos que se administran en 4 poblados y 10  villas.